# Pamperis poaoensis
Pamperis poaoensis är en fjärilsart som beskrevs av Heimlich 1959. Pamperis poaoensis ingår i släktet Pamperis och familjen praktfjärilar. Inga underarter finns listade i Catalogue of Life.